# Tom Kiesche
Thomas Joseph Kiesche (* 2. Oktober 1967 in Hackensack, New Jersey) ist ein US-amerikanischer Schauspieler. Zudem tritt er auch als Drehbuchautor und Regisseur von Kurzfilmen in Erscheinung.

## Leben und Karriere
Tom Kiesche wurde 1967 in Hackensack, im US-Bundesstaat New Jersey geboren. Er ist seit 1997 als Schauspieler aktiv. Seine erste Rolle spielte er in der Seifenoper Jung und Leidenschaftlich – Wie das Leben so spielt. Seitdem wurde er in zahlreichen Serien als Gastdarsteller gebucht, darunter Buffy – Im Bann der Dämonen, Angel – Jäger der Finsternis, Emergency Room – Die Notaufnahme, Alias – Die Agentin, Für alle Fälle Amy, CSI: Vegas, Criminal Minds, Bones – Die Knochenjägerin, The Unit – Eine Frage der Ehre, Navy CIS, Monk, Justified, Navy CIS: L.A. oder The Glades.
Von 2009 bis 2010 spielte Kiesche in der erfolgreichen Fernsehserie Breaking Bad die Rolle des Schrotthändlers Clovis. Zu seinen Filmauftritten gehören Animal – Das Tier im Manne, Crazylove oder True Man.

## Filmografie (Auswahl)
- 1997: Jung und Leidenschaftlich – Wie das Leben so spielt (As the World Turns, Fernsehserie, 1 Folge)
- 2000: Chicago Hope – Endstation Hoffnung (Chicago Hope, Fernsehserie, Episode 6x11)
- 2000: Angel – Jäger der Finsternis (Angel, Fernsehserie, Episode 2x08)
- 2001: Animal – Das Tier im Manne (The Animal)
- 2001: Emergency Room – Die Notaufnahme (ER, Fernsehserie, Episode 7x18)
- 2001: Buffy – Im Bann der Dämonen (Buffy, Fernsehserie, Episode 5x22)
- 2002: Alias – Die Agentin (Alias, Fernsehserie, Episode 2x03)
- 2003: Für alle Fälle Amy (Judging Amy, Fernsehserie, Episode 4x24)
- 2004: Die wilden Siebziger (The '70s Show, Fernsehserie, Episode 6x23)
- 2004: CSI: Vegas (Fernsehserie, Episode 4x23)
- 2005: Crazylove
- 2005: Bones – Die Knochenjägerin (Bones, Fernsehserie, Episode 1x04)
- 2006: The Unit – Eine Frage der Ehre (The Unit, Fernsehserie, Episode 1x12)
- 2006: Weeds – Kleine Deals unter Nachbarn (Weeds, Fernsehserie, Episode 2x03)
- 2006: Navy CIS (Fernsehserie, Episode 4x05)
- 2007: Criminal Minds (Fernsehserie, Episode 3x04)
- 2008: Monk (Fernsehserie, 3 Episoden)
- 2009: Knuckle Draggers
- 2009–2010: Breaking Bad (Fernsehserie, 4 Episoden)
- 2010: Justified (Fernsehserie, Episode 1x09)
- 2012: Navy CIS: L.A. (Fernsehserie, Episode 4x09)
- 2013: The Glades (Fernsehserie, Episode 4x07)
- 2014: The Mentalist (Fernsehserie, Episode 7x02)
- 2016: Masters of Sex (Fernsehserie, Episode 4x05)
- 2017: Watch the Sky
- 2018–2019: A Girl Named Jo (Fernsehserie, 13 Episoden)
- 2020: Into the Arms of Danger